# Blessed (canción de Avicii)
«Blessed» es una canción del productor discográfico sueco Avicii (acreditado con el nombre de Tim Berg) con la voz de Shermanology. Al igual que muchas de las primeras pistas de Avicii, esta se filtró en Internet entre finales de 2010 y abril de 2011. Spinnin 'Records la lanzó oficialmente el 23 de mayo de 2011, aunque a los Estados Unidos llegó el 6 de marzo de 2012, y luego —3 meses después— en el Reino Unido el 21 de junio de 2012. 
La canción se incluyó en la compilación del DJ holandés Tiësto Club Life: Volume One Las Vegas. También apareció en el comercial de televisión de vodka Stolichnaya transmitido durante el torneo de fútbol de la  Eurocopa 2012.

## Historial de lanzamientos
| País           | Fecha               | Formato          | Discográfica                  |
| -------------- | ------------------- | ---------------- | ----------------------------- |
| Países Bajos   | 23 de mayo de 2011  | Descarga digital | Spinnin 'Records              |
| Alemania       | 17 de junio de 2011 | Descarga digital | Tiger Records                 |
| Francia        | 18 de julio de 2011 | Descarga digital | Universal / Capitol           |
| Estados Unidos | 6 de marzo de 2012  | Descarga digital | Robbins Entertainment         |
| Reino Unido    | 21 de junio de 2012 | Descarga digital | 3 Beat / All Around the World |